# 内卡施泰纳赫
内卡施泰纳赫（德語：Neckarsteinach，發音：[nɛkaʁˈʃtaɪnax] ⓘ）是德国黑森州贝格施特拉瑟县的城市，面积17.24平方千米，2023年12月31日人口为4,099人。